# Vuelta a Asturias 2013
La 57ª edición de la Vuelta a Asturias (oficialmente: Vuelta Asturias Julio Álvarez Mendo) se disputó entre el 11 y el 12 de mayo de 2013, con un recorrido de 314 km divididos en 2 etapas, con inicio en Oviedo y final en el Alto del Naranco (también en Oviedo).
De nuevo debido a una reducción del presupuesto la carrera pasó de 3 a 2 días, sin embargo mantuvo, como viene siendo habitual desde la creación de los Circuitos Continentales UCI en 2005, su categoría 2.1 dentro del UCI Europe Tour 2012-2013.
Participaron 14 equipos. Los 2 equipos españoles de categoría UCI ProTeam (Movistar Team y Euskaltel-Euskadi); el único de categoría Profesional Continental (Caja Rural-Seguros RGA); los 2 de categoría Continental (Burgos BH-Castilla y León y Euskadi); y la Selección de España. En cuanto a representación extranjera, estuvieron 6 equipos: los Continentales del Lokosphinx, 472-Colombia, Radio Popular-Onda, Louletano-Dunas Douradas, Start-Trigon, OFM-Quinta da Lixa y LA Aluminios-Antarte; y la Selección de Argentina. Formando así un pelotón de 111 ciclistas, con entre 6 (Start-Trigon y LA Aluminios-Antarte) y 10 (Burgos BH-Castilla y León) corredores por equipo, de los que acabaron 69.
El ganador final fue Amets Txurruka tras hacerse con la primera etapa consiguiendo una ventaja suficiente como para alzarse con la victoria. Le acompañaron en el podio Mikel Landa (vencedor de la clasificación de la regularidad al ser segundo en las dos etapas) y Javier Moreno (vencedor de la segunda etapa), respectivamente.
En las otras clasificaciones secundarias se impusieron David Belda (montaña), Arkimedes Arguelyes (metas volantes) y Caja Rural-Seguros RGA (equipos).

## Etapas
| Etapa                  | Fecha      | Recorrido                                          | km    | Ganador        | Líder          |
| ---------------------- | ---------- | -------------------------------------------------- | ----- | -------------- | -------------- |
| 1ª                     | 11 de mayo | Oviedo-Pola de Lena                                | 156,8 | Amets Txurruka | Amets Txurruka |
| 2ª (Subida al Naranco) | 12 de mayo | Bueño (Ribera de Arriba)-Oviedo (Alto del Naranco) | 157,2 | Javier Moreno  | Amets Txurruka |

## Clasificaciones finales

### Clasificación general
| Posición | Ciclista        | Equipo                 | Tiempo      |
| -------- | --------------- | ---------------------- | ----------- |
|          | Amets Txurruka  | Caja Rural-Seguros RGA | 8 h 25' 48" |
| 2        | Mikel Landa     | Euskaltel Euskadi      | a 3 s       |
| 3        | Javier Moreno   | Movistar               | a 4 s       |
| 4        | André Cardoso   | Caja Rural-Seguros RGA | a 10 s      |
| 5        | Delio Fernández | OFM-Quinta da Lixa     | a 14 s      |
| 6        | Arkaitz Durán   | Efapel-Glassdrive      | m.t.        |
| 7        | Pello Bilbao    | Euskaltel Euskadi      | m.t.        |
| 8        | Ever Rivera     | 4-72 Colombia          | a 26 s      |
| 9        | Rubén Plaza     | Movistar               | a 27 s      |
| 10       | Marcos García   | Caja Rural-Seguros RGA | a 58 s      |

### Clasificación de la montaña
| Posición | Ciclista             | Equipo                    | Puntos |
| -------- | -------------------- | ------------------------- | ------ |
|          | David Belda          | Burgos BH-Castilla y León | 33     |
| 2        | Javier Moreno        | Movistar                  | 12     |
| 3        | Jonathan Castroviejo | Movistar                  | 11     |
| 4        | Marcos García        | Caja Rural-Seguros RGA    | 10     |
| 5        | Nicolás Paredes      | 4-72 Colombia             | 10     |

### Clasificación de la regularidad
| Posición | Ciclista        | Equipo                 | Puntos |
| -------- | --------------- | ---------------------- | ------ |
|          | Mikel Landa     | Euskaltel Euskadi      | 36     |
| 2        | Amets Txurruka  | Caja Rural-Seguros RGA | 34     |
| 3        | Javier Moreno   | Movistar               | 34     |
| 4        | André Cardoso   | Caja Rural-Seguros RGA | 28     |
| 5        | Delio Fernández | Radio Popular-Onda     | 24     |

### Clasificación de las metas volantes
| Posición | Ciclista             | Equipo                    | Puntos |
| -------- | -------------------- | ------------------------- | ------ |
|          | Arkimedes Arguelyes  | Lokosphinx                | 5      |
| 2        | Jonathan Castroviejo | Movistar                  | 5      |
| 3        | Raúl Alarcón         | Louletano-Dunas Douradas  | 3      |
| 4        | Lluís Mas            | Burgos BH-Castilla y León | 3      |
| 5        | Domingos Gonçalves   | Radio Popular-Onda        | 3      |

### Clasificación por equipos
| Posición | Equipo                 | Tiempo           |
| -------- | ---------------------- | ---------------- |
|          | Caja Rural-Seguros RGA | 25 h 18 min 46 s |
| 2        | Euskaltel Euskadi      | a 23 s           |
| 3        | 4-72 Colombia          | a 5 min 28 s     |
| 4        | OFM-Quinta da Lixa     | a 9 min 27 s     |
| 5        | Euskadi                | a 11 min 43 s    |